# 露丝·莫尼兹
露丝·莫尼兹（英語：Ruth Moniz，1977年9月20日—），澳大利亚女子竞技体操运动员。她曾代表澳大利亚参加1994年英联邦运动会体操比赛，获得女子团体全能和女子平衡木铜牌。